# Lutschtablette

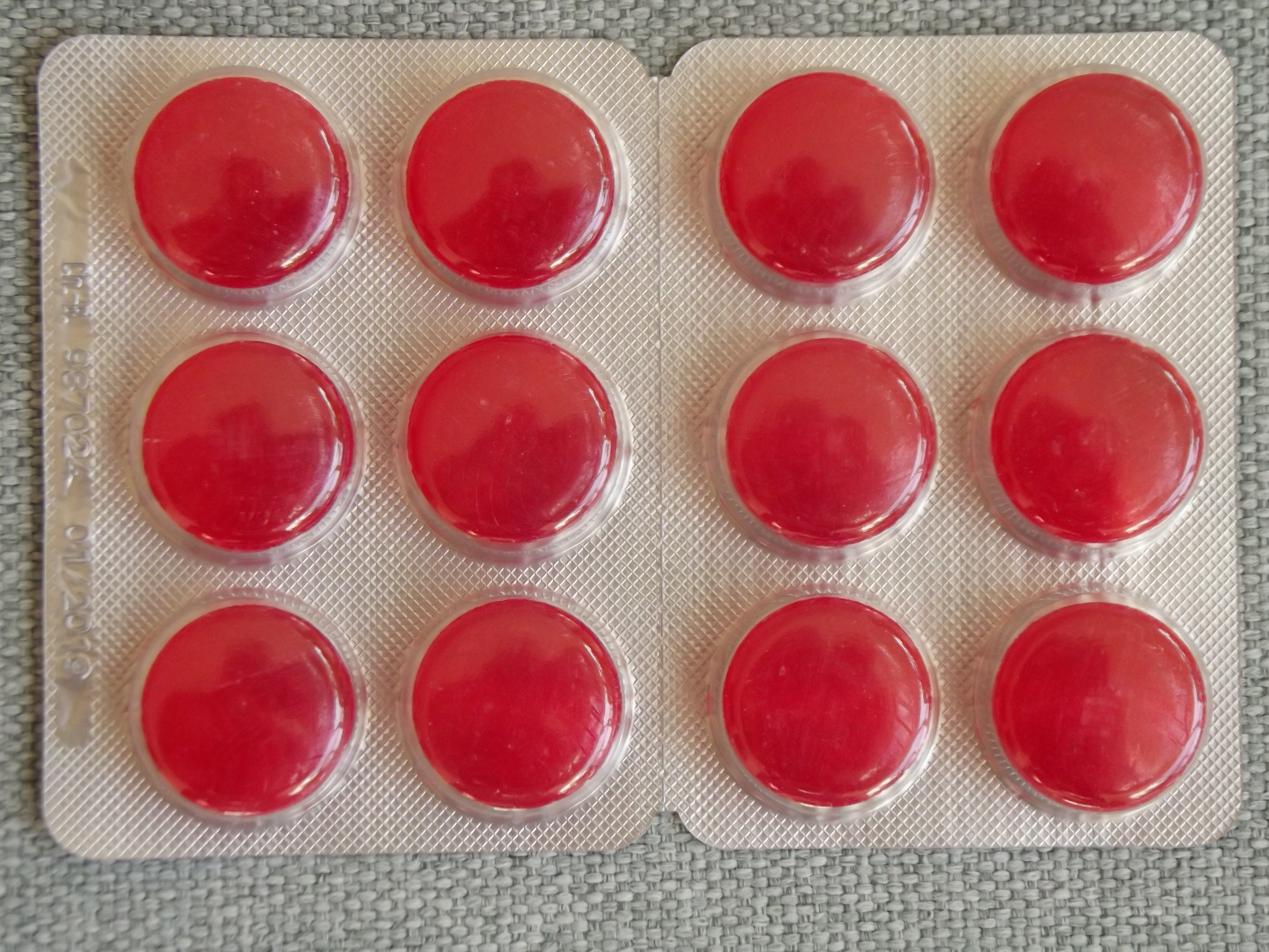
Lutschtabletten gegen Halsschmerzen

Als Lutschtablette bezeichnet man eine medizinische Wirkstoffe enthaltende Tablette, die in den Mund verabreicht wird. Sie wird aber nicht geschluckt, sondern im Mund belassen und gelutscht, wobei sie sich nach und nach auflöst.
Lutschtabletten werden dann bevorzugt eingesetzt, wenn das Wirkungsgebiet des Wirkstoffs im Mund-Rachenraum liegt (z. B. Lokalanästhetika und Entzündungshemmer), oder der Wirkstoff direkt über die Mundschleimhaut in den Blutkreislauf gelangen soll. Letzteres hat dabei zwei Vorteile: zum einen gelangt das Medikament sehr schnell in den Blutkreislauf – zum anderen kann so das Pfortadersystem der Leber umgangen werden (bedeutsam bei Medikamenten, die sehr schnell in der Leber metabolisiert werden).
Eine Sonderform ist die mit einem essbaren Klebstoff an einen Kunststoffstiel (Applikator) geklebte Lutschtablette, umgangssprachlich auch Lolli genannt. Bei der Therapie akuter Tumorschmerzen bei Patienten wird z. B. ein fentanylhaltiger Lutscher eingesetzt, wodurch der Wirkstoff rasch über die Mundschleimhaut resorbiert wird.
Abzugrenzen ist die Lutschtablette von der Schmelztablette, die im Mund rasch im Speichel zerfällt, damit sie besser geschluckt werden kann.